# 86-я пехотная дивизия (вермахт)
86-я пехотная дивизия (нем. 86. Infanterie-Division) — тактическое соединение сухопутных войск вооружённых сил нацистской Германии периода Второй мировой войны. В ноябре 1943 года после разгрома в боях на Восточном фронте переформирована в корпусную группу «E».

## История
86-я пехотная дивизия была сформирована 26 августа 1939 года во время 2-й волны мобилизации Вермахта. Уже в сентябре 1939 года дивизия была переброшена в Айфель, а затем в район восточнее Саарбурга. В начале западной кампании 10 мая 1940 года дивизия двинулась через Арлон в район Ретеля. Отсюда, во время второй фазы кампании, она продвинулась к западу от Мааса и достигла района Бубонна к востоку от Лангра. После капитуляции французов дивизия стала нести оккупационную службу между Вьерзоном и Несле.
В июне 1941 года дивизию перевели на Восточный фронт и направили в 9-ю армию. 3 ноября 1943 года 86-я пехотная дивизия была расформирована из-за больших потерь. Штаб дивизии, войска снабжения и другие части были затем использованы для создания 361-й пехотной дивизии. Остальные члены 86-й дивизии сформировали 86-ю дивизионную группу, которая подчинялась корпусной группе «E».

## Военные преступления дивизии
19 июня 1940 года солдаты 41-го и 167-го пехотных полков дивизии устроили массовые расстрелы французских военнослужащих из состава 14-го колониального сенегальского пехотного полка, который комплектовался уроженцами французской колонии Сенегал.

## Местонахождение
- с августа 1939 по май 1940 (Линия Зигфрида)
- с мая 1940 по июнь 1941 (Франция)
- июнь 1941 (Восточная Пруссия)
- с июня 1941 по ноябрь 1943 (СССР)

## Подчинение
- 23-й армейский корпус 1-й армии группы армий «D» (10 июля 1940 - 15 июня 1941)
- 46-й танковый корпус 9-й армии группы армий «Центр» (6 сентября - 3 ноября 1943)

## Командиры
- генерал-лейтенант Иоахим Виттхёфт (26 августа - 1 января 1942)
- генерал-лейтенант Гельмут Вейдлинг (1 января 1942 - 15 октября 1943)

## Состав
- 167-й пехотный полк (Infanterie-Regiment 167)
- 184-й пехотный полк (Infanterie-Regiment 184)
- 216-й пехотный полк (Infanterie-Regiment 216)
- 186-й артиллерийский полк (Artillerie-Regiment 186)
- 186-й сапёрный батальон (Pionier-Bataillon 186)
- 186-й противотанковый дивизион (Panzerjäger-Abteilung 186)
- 86-й фузилёрный батальон (Füsilier-Bataillon 86)
- 186-й батальон связи (Nachrichten-Abteilung 186)
- 186-й отряд материального обеспечения (Nachschubtruppen 186)
- 186-й полевой запасной батальон (Feldersatz-Bataillon 186)